# Ley de Enjuiciamiento Civil de España
La Ley de Enjuiciamiento Civil 1/2000 regula el procedimiento procesal civil en España.
Debido a las numerosas reformas sufridas por la más que centenaria ley de 1881, la doctrina estaba de acuerdo en la necesidad de elaborar una nueva más acorde con las necesidades del siglo XXI.
La nueva ley de enjuiciamiento civil de 7 de enero de 2000 fue publicada en el Boletín Oficial del Estado el 8 de enero del mismo año, con entrada en vigor el 8 de enero de 2001 (disposición final vigésima primera)

### Exposición de motivos
Según la Exposición de motivos, la nueva ley no pretende una reforma de la anterior, sino instaurar una justicia civil nueva, caracterizada por su efectividad, que satisfaga la tutela judicial efectiva que consagra el artículo 24 de la Constitución:

«La efectividad de la tutela judicial civil debe suponer un acercamiento de la Justicia al justiciable, que no consiste en mejorar la imagen de la Justicia, para hacerla parecer más accesible, sino en estructurar procesalmente el trabajo jurisdiccional de modo que cada asunto haya de ser mejor seguido y conocido por el tribunal, tanto en su planteamiento inicial y para la eventual necesidad de depurar la existencia de óbices y falta de presupuestos procesales (nada más ineficaz que un proceso con sentencia absolutoria de la instancia), como en la determinación de lo verdaderamente controvertido y en la práctica y valoración de la prueba, con oralidad, publicidad e inmediación.»
Ley 1/2000, de 7 de enero: Exposición de motivos, 4.º párrafo.

### Estructura
Consta de 827 artículos, divididos en un Título Preliminar que lleva por rúbrica "De las normas procesales y su aplicación",
y cuatro libros,
El Libro I se divide en ocho títulos con las siguientes rúbricas:
- "De la comparecencia y actuación en juicio" (Título I).
- "De la jurisdicción y la competencia" (Título II).
- "De la acumulación de acciones y procesos" (Título III).
- "De la abstención y recusación" (Título IV).
- "De las actuaciones judiciales (Título V).
- "De la cesación de las actuaciones judiciales y de la caducidad de la instancia" (Título VI).
- "De la tasación de costas" (Título VII).
- "De la buena fe procesal" (Título VIII).

El Libro II se encuentra dividido en seis Títulos, que llevan como rúbrica:
- "De las disposiciones comunes a los procesos declarativos (Título I).
- "Del juicio ordinario" (Título II).
- "Del juicio verbal" (Título III).
- "De los recursos" (Título IV).
- "De la rebeldía y de la rescisión de sentencias firmes y nueva audiencia al demandado rebelde" (Título V).
- "De la revisión de sentencias firmes" (Título VI).

El Libro III se divide en seis Títulos que llevan como rúbrica:
- "De los títulos ejecutivos (Título I).
- "De la ejecución provisional de las resoluciones judiciales" (Título II).
- "De la ejecución Disposiciones generales" (Título III).
- "De la ejecución dineraria" (Título IV).
- "De la ejecución no dineraria" (Título V).
- "De las medidas cautelares" (Título VI).

El Libro IV está dividido en tres títulos que llevan corno rúbrica:
- "De los procesos sobre capacidad, filiación matrimonio y menores" (Título I).
- "De la división judicial de patrimonios" (Título II).
- "De los procesos monitorio y cambiario" (Título III).

### Contenido

#### El Título Preliminar
Se compone de cuatro artículos en los que se consagra:
El principio de legalidad, elevando a la Ley a fuente única del derecho procesal (artículo 1º)
Se regula la aplicación de las normas procesales en el tiempo y en el espacio (artículo 2º y 3°), y
Se proclama el carácter supletorio de la LEC. en la regulación de los procesos penales, contencioso administrativos, sociales (laborales) y militares (artículo 4).

#### Libro I
Lleva por rúbrica "De las disposiciones generales relativas a los juicios civiles", cabe destacar como innovaciones más interesantes:
- La regulación de la tutela de los intereses jurídicos colectivos, llevados al proceso, no ya por quien se haya visto lesionado directamente y para su individual protección, o por grupos de afectados, sino por personas jurídicas constituidas y legalmente habilitadas para la defensa de aquellos intereses.
- La posibilidad de que las partes prescindan de la existencia de procurador y abogado en todos los juicios verbales cuya cuantía no exceda de 2.000 euros, o para la presentación del escrito inicial del procedimiento monitorio.
- El reconocimiento de la capacidad no sólo a las personas físicas y jurídicas, sino a otros entes intermedios patrimoniales y patrimonios autónomos, uniones sin personalidad y grupos de afectados), que hasta ahora no disponían de una regulación legal.
- La regulación con carácter general de la figura de la intervención procesal, partiendo de su consideración, no como parte accesoria limitada a colaborar en la actuación de la parte a la que se coadyuva, sino como auténtica parte principal, que puede realizar cuantas alegaciones considere necesarias para su defensa, que puede defender sus pretensiones, aunque la parte principal se allane, desista o se aparte del procedimiento, y que puede interponer los recursos que procedan contra las resoluciones que estime perjudiciales a su interés, aunque las consienta su litisconsorte.
- La regla de que la prejudicialidad penal no determina la suspensión del proceso civil, salvo que exista causa criminal en la que se estén investigando, como hechos de apariencia delictiva, alguno o algunos de los que cabalmente fundamenta las pretensiones de las partes en el proceso civil y ocurra, además, que la sentencia que en este haya de dictarse pueda verse decisivamente influida por la que recaiga en el proceso penal.
- La regulación completa y sistemática del poder de disposición de las partes sobre el proceso y sus pretensiones, estableciéndose los requisitos de la transacción, suspensión, renuncia, desistimiento y allanamiento.
- La regulación como modo anormal de terminación del proceso de la satisfacción extraprocesal o carencia sobrevenida del objeto.
- La regulación de la declinatoria como instrumentos único para el control a instancia de parte de los presupuestos procesales de la jurisdicción y la competencia, con desaparición de la inhibitoria.
- Una nueva regulación del sistema de reparto de los asuntos atendiendo a sus aspectos procesales y a las garantías de las partes.
- La regulación de la abstención y recusación, afrontando el problema de las recusaciones temerarias o con simple ánimo de dilación o de inmediata sustitución del Juez o Magistrado recurrido.
- La posibilidad de la documentación de las actuaciones no sólo mediante actas, notas y diligencias, sino también con los medios técnicos que reúnan las garantías de integridad y autenticidad, debiendo registrarse o grabarse en soportes aptos para la reproducción, las vistas y las comparecencias orales.
- La posibilidad de que los actos de comunicación (notificaciones, citaciones, emplazamientos y requerimientos) puedan realizarse por medios electrónicos, informáticos y similares; concediendo a los órganos judiciales facultades para el averiguamiento de los domicilios donde deben practicarse las comunicaciones y creando un Registro Central de Rebeldes Civiles en el que se inscribirán aquellos demandados cuyos domicilios no hayan podido ser averiguados.
- La regulación de la nulidad de los actos procesales, precisando los que deben ser nulos de pleno derecho y, sobre todo, la regulación de un incidente excepcional de nulidad de actuaciones fundado en defectos de forma que hayan causado indefensión, siempre que, por el momento en que se produjeron, no hubiera sido posible denunciar esos defectos antes de recaer resolución que ponga fin al proceso y que esta no sea susceptible de recurso ordinario ni extraordinario.

#### Libro II
Relativo a "los procesos declarativos" cabe destacar:
- La sustitución de los cuatro juicios declarativos ordinarios de mayor cuantía, menor cuantía, cognición y verbal, que existían en la legislación anterior, por dos únicos juicios declarativos ordinarios denominados "juicio ordinario" y “juicio verbal” reservándose este último para aquellos litigios caracterizados, en primer lugar, por la singular simplicidad de lo controvertido y, en segundo término, por su pequeño interés económico.
- La regulación de estos procesos declarativos de modo que la inmediación, la publicidad y la oralidad sean efectivas. En los juicios verbales, por la trascendencia de la vista. En el ordinario, porque tras demanda y contestación, los hitos procedimentales más sobresalientes son la audiencia previa al juicio y el juicio mismo, ambos con la inexcusable presencia del juzgador.
- La nueva regulación de los medios de prueba, destacando la posibilidad de la utilización de nuevos instrumentos probatorios como soportes de datos, cifras y cuentas a los que ha de otorgárseles una consideración análoga a la de las pruebas documentales; con derogación de las normas contenidas en el Código Civil sobre la prueba, con excepción de las relativas al valor de los documentos públicos y privados.
- La regla de que la práctica de toda la prueba ha de llevarse a cabo en el juicio o vista, disponiéndose que las diligencias que, por razones y motivos justificados, no puedan practicarse en dichos actos públicos, con garantía plena de la presencia judicial, habrán de llevarse a cabo con anterioridad a ellos.
- La nueva regulación de la práctica de la prueba del interrogatorio de las partes (antes llamada confesión), y de los peritos, prescindiendo de la rigidez de la previa presentación de un escrito de preguntas, al que había que sujetarse el interrogatorio. Según la LEC las preguntas se formulan directamente por los Abogados de las partes, sin que tengan que atenerse a una lista de preguntas previamente confeccionada.
- En cuanto a la prueba pericial, se autoriza a las partes a presentar con sus escritos iniciales los dictámenes periciales que hayan obtenido extraprocesalmente, aunque se mantiene la posibilidad de solicitar la designación de peritos por el Tribunal, en el curso del procedimiento.
- El establecimiento de un único procedimiento para la tramitación del recurso de apelación, con supresión de los diversos regímenes existentes en la legislación anterior.
- La nueva regulación del recurso de casación que bajo la legislación anterior admitía dos modalidades distintas: por infracción de Ley y por quebrantamiento de forma, pasando ahora a denominarse el recurso por quebrantamiento de forma "recurso extraordinario por infracción procesal” y cuyo conocimiento se atribuye no al Tribunal Supremo, sino a las Salas de lo Civil y Penal de los Tribunales Superiores de Justicia (aunque en tanto no se modifique la Ley Orgánica del Poder Judicial, para atribuir a los Tribunales Superiores de Justicia este recurso, será competente la Sala de lo Civil del Tribunal Supremo, según la Disposición Final Decimosexta). Este recurso procede contra sentencias de las Audiencias Provinciales dictadas en grado de apelación en cuestiones de singular relieve por la materia (tutela judicial civil de los derechos fundamentales o por la cuantía de más de 600.000 euros).
- La introducción como motivo del recurso de casación que la resolución del mismo presente " interés casacional", y ello con independencia de la cuantía del asunto. Se considerará que un recurso presenta interés casacional cuando la sentencia recurrida se oponga a doctrina jurisprudencial del Tribunal Supremo o resuelva puntos y cuestiones sobre los que exista jurisprudencia contradictoria de las Audiencias Provinciales o aplique normas que no lleven más de 5 años en vigor, siempre que, en este último caso, no existiese doctrina jurisprudencial del Tribunal Supremo relativa a normas anteriores de igual o similar contenido. Cuando se trata de recursos de casación de los que deba conocer un Tribunal Superior de Justicia se entenderá que también existe interés casacional cuando la sentencia recurrida se oponga a doctrina jurisprudencial o no exista dicha doctrina del Tribunal Superior sobre temas de derecho especial de la Comunidad Autónoma correspondiente (artículo 477.3).
- La nueva regulación del recurso de casación en interés de la Ley concebido para conseguir la unidad jurisprudencial, pero configurado de manera muy distinta de la legislación anterior, para los casos de sentencias divergentes de las Salas de lo Civil y Penal de los Tribunales Superiores de Justicia.

#### Libro III
Relativo a "la ejecución forzosa y de las medidas cautelares" cabe destacar:
- La regulación de la ejecución provisional de las condenas dinerarias, que es, sin duda alguna, una de las principales innovaciones, en cuanto que la misma será viable sin necesidad de prestar fianza ni caución, aunque se establecen, de una parte, un régimen de oposición a dicha ejecución, y, de otra, reglas para los distintos casos de revocación de las resoluciones provisionalmente ejecutadas, que no se limitan a proclamar la responsabilidad por daños y perjuicios, remitiendo al proceso ordinario correspondiente, sino que permiten su exacción por la vía de apremio.

Con este sistema existe, el peligro de que el ejecutante provisional haya cobrado y después haya pasado a ser insolvente, pero, de un lado, este peligro puede ser mínimo en muchos casos respecto de quienes dispongan a su favor de sentencia provisionalmente ejecutable. Y, por otro lado, la Ley no remite a un proceso declarativo para la compensación económica en caso de revocación de lo provisionalmente ejecutado, sino al procedimiento de apremio, ante el mismo órgano que ha tramitado o está tramitando la ejecución forzosa provisional. Este nuevo régimen de la ejecución provisional deparará, a buen seguro, muchos más beneficios directos que perjuicios o casos injustos y serán muy positivos tanto los efectos colaterales de la innovación radical proyectada, como la disminución de recursos con ánimo exclusivamente dilatorio.
- La regulación de la ejecución forzosa, a diferencia de la L.E.C. de 1881, tiene carácter unitario, ya sea el título ejecutivo de carácter judicial o extrajudicial, aunque con algunas distinciones, y la razonable comunidad de normas en muchos aspectos como el procedimiento de apremio.
- La posibilidad de oposición a la ejecución de sentencias en materia de ejecución forzosa, absoluta novedad, por las siguientes causas: pago o cumplimiento de lo ordenado en la sentencia, siempre que se acredite documentalmente; caducidad de la acción ejecutiva y existencia de un pacto o transacción entre las partes para evitar la ejecución, siempre que el pacto o transacción conste en documento público.
- La obligación que se impone al ejecutado de formular manifestación de sus bienes con sus gravámenes. El Tribunal, de oficio, le requerirá en el auto en que despache ejecución para que cumpla esta obligación, salvo que el ejecutante, en la demanda ejecutiva, hubiera señalado bienes embargables del ejecutado que el mismo ejecutante repute bastantes.
- El régimen de audiencia y eventual desalojo de los ocupantes de los inmuebles enajenados en un proceso de ejecución forzosa de bienes inmuebles.
- Finalmente se regula un breve incidente, dentro de la ejecución, que permite desalojar inmediatamente a quienes puedan ser considerados ocupantes de mero hecho o sin título suficiente. Sólo el desalojo de los ocupantes que hayan justificado tener un título que pueda ser suficiente para mantener la posesión, requerirá acudir al proceso declarativo que corresponda.

#### Libro IV
Referente a "los procesos especiales” cabe señalar que:
- Dentro de esta rúbrica se incluyen los procesos sobre capacidad de las personas; sobre filiación, paternidad y maternidad y los procesos matrimoniales y de menores. Así como los procesos de división judicial de patrimonios, rúbrica bajo la que se regulan la división judicial de la herencia y el nuevo procedimiento para la liquidación del régimen económico matrimonial.
- También se incluyen los procesos monitorio y cambiario. A través del proceso monitorio (verdadera novedad) se pretende que tengan una protección rápida y eficaz el crédito dinerario líquido de cualquier cuantía. Se inicia mediante un escrito de petición inicial, para la que pueden emplearse impresos o formularios, dirigida al Juzgado de Primera Instancia del domicilio del deudor, al de su residencia o, incluso, al de cualquier lugar en el que pueda ser hallado a efectos de requerimiento de pago, sin necesidad de intervención de procurador y de abogado. El juicio cambiario es un proceso especial a través del cual se ejercita la acción cambiaría derivada de una letra de cambio, cheque o pagaré.